# Margarete Kupfer
Pour les articles homonymes, voir Kupfer.
Margarete Kupfer, née Margarete Kupferschmid le 10 avril 1881 à Freystadt, Empire allemand, aujourd'hui Kożuchów, en Pologne et morte le 11 mai 1953  à Berlin-Est, est une actrice allemande.

## Filmographie partielle
- 1915 : Die Konservenbraut de Robert Wiene
- 1916 : Frau Eva de Robert Wiene
- 1918 : Je ne voudrais pas être un homme (Ich möchte kein Mann sein) d'Ernst Lubitsch
- 1918 : Les Yeux de la momie (Die Augen der Mumie Ma) d'Ernst Lubitsch
- 1918 : Carmen d'Ernst Lubitsch
- 1918 : Le Passeport jaune de Victor Janson et Eugen Illés
- 1918 - 1919 : Keimendes Leben de Georg Jacoby
- 1919 : Vendetta de Georg Jacoby
- 1920 : Sumurun d'Ernst Lubitsch
- 1921 : Die Rache einer Frau de Robert Wiene
- 1921 : Julot, l'Apache de Joseph Delmont et Hertha von Walther
- 1922 : Der Graf von Charolais de Karl Grune
- 1922 : Nathan le Sage (Nathan der Weise) de Manfred Noa
- 1925 : Die Motorbraut de Richard Eichberg
- 1926 : Le Fauteuil 47 de Gaston Ravel
- 1927 : L'Amour de Jeanne Ney (Die Liebe der Jeanne Ney) de Georg Wilhelm Pabst
- 1927 : Funkzauber de Richard Oswald
- 1929 : La Femme sur la Lune (Frau im Mond) de Fritz Lang
- 1930 : Anny... music-hall (Die vom Rummelplatz) de Karel Lamač
- 1931 : Le congrès s'amuse (Der Kongreß tanzt) d'Erik Charell
- 1932 : Das Blaue vom Himmel de Victor Janson
- 1933 : ...und wer küßt mich? de E. W. Emo
- 1933 : Tout mon cœur Veronika (Gruß und Kuß – Veronika) de Carl Boese
- 1937 : Andere Welt de Marc Allégret et Alfred Stöger
- 1937 : Frauenliebe - Frauenleid d'Augusto Genina
- 1947 : Kein Platz für Liebe de Hans Deppe

## Sources de la traduction
- (de) Cet article est partiellement ou en totalité issu de l’article de Wikipédia en allemand intitulé « Margarete Kupfer » (voir la liste des auteurs).